# Lago Derwent (Cumbria)

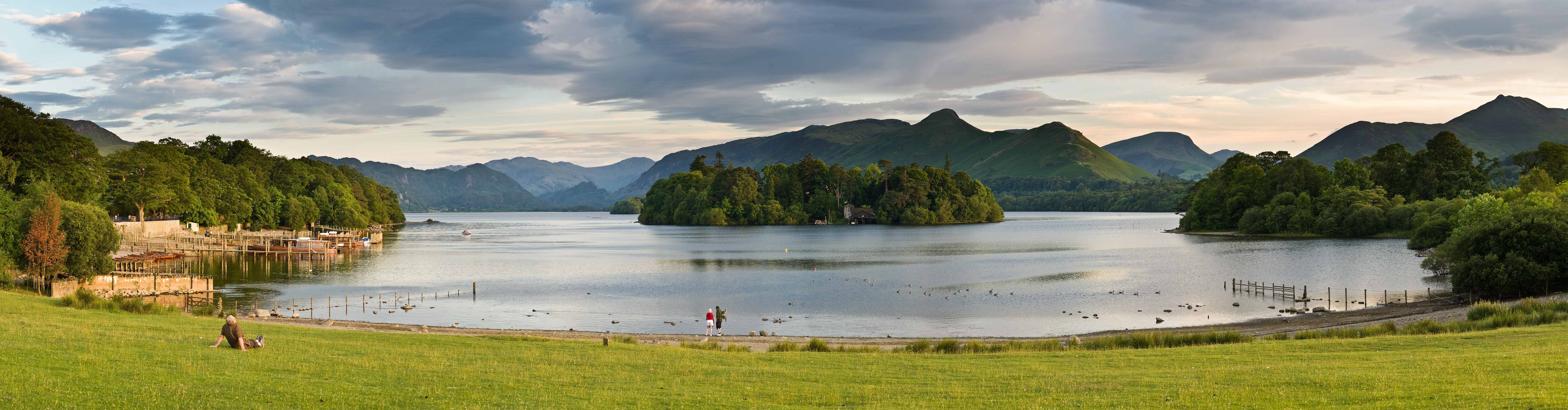
Cumbria (Inghilterra): veduta panoramica del lago Derwent (Derwentwater), nel Lake District

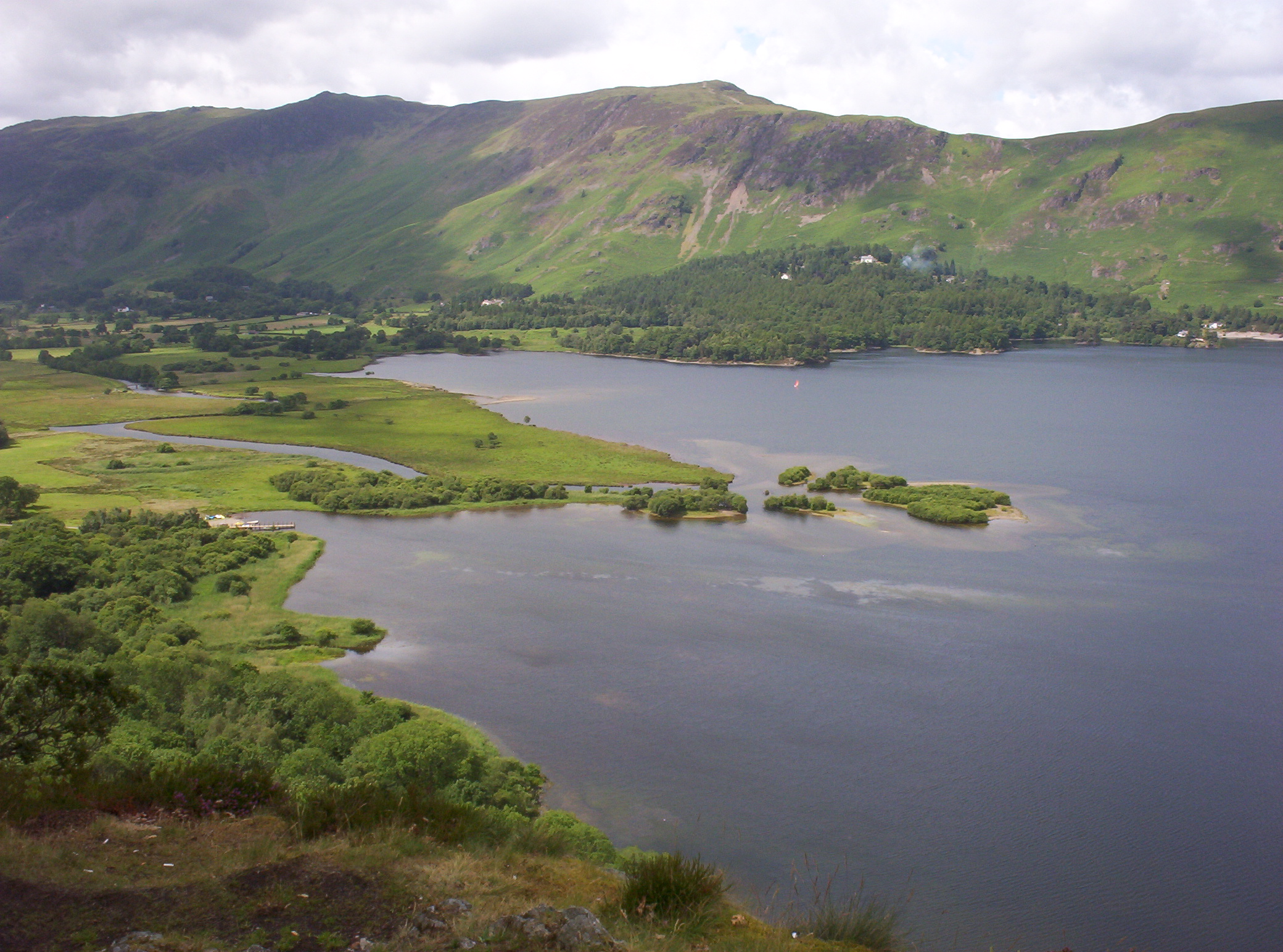
Veduta aerea del lago Derwent

Il lago Derwent (in inglese: Derwent Water o Derwentwater) è un lago di 5,2 km² dell'Inghilterra nord-occidentale, situato nel Lake District National Park, nella contea della Cumbria.
Principali località che si affacciano sul lago sono Keswick e Grange.
Il lago ha dato il nome al titolo nobiliare di conte di Derwentwater.

## Geografia

### Collocazione
Il lago Derwent si trova nell'estremità settentrionale del Lake District, a sud del lago di Bassenthwaite e del monte Skiddaw e tra il Crummock Water e il Thirlmere (rispettivamente ad est/sud-est del primo e ad ovest/sud-ovest del secondo). Il lago si estende a sud di Keswick e a nord di Grange.

### Territorio
Il lago misura 3 miglia in lunghezza e 1 miglio in larghezza e ha una profondità di 72 piedi.

#### Isole
- Isola Derwent (Derwent Isle)[2]
- Lord's Isle[2]

## Il lago Derwent nella cultura di massa
- Il panorama del lago Derwent visibile da Friar's Crag fu definito dallo scrittore John Ruskin come "uno dei più spettacolari d'Europa"[5]
- Diverse foto del lago Derwent sono state utilizzate da Bonobo per l'artwork dell'album Black Sands

## Galleria d'immagini

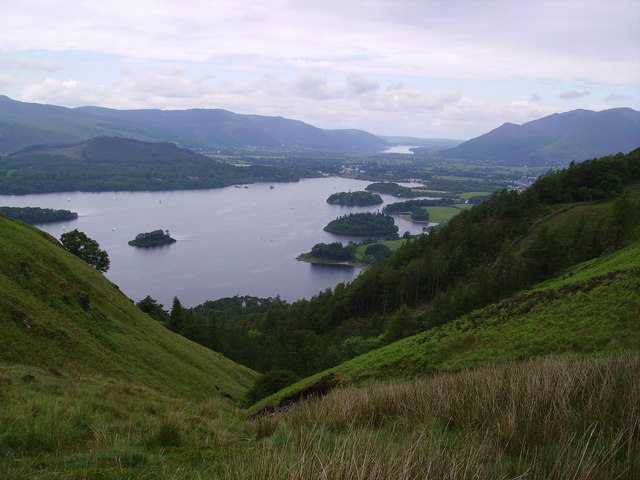
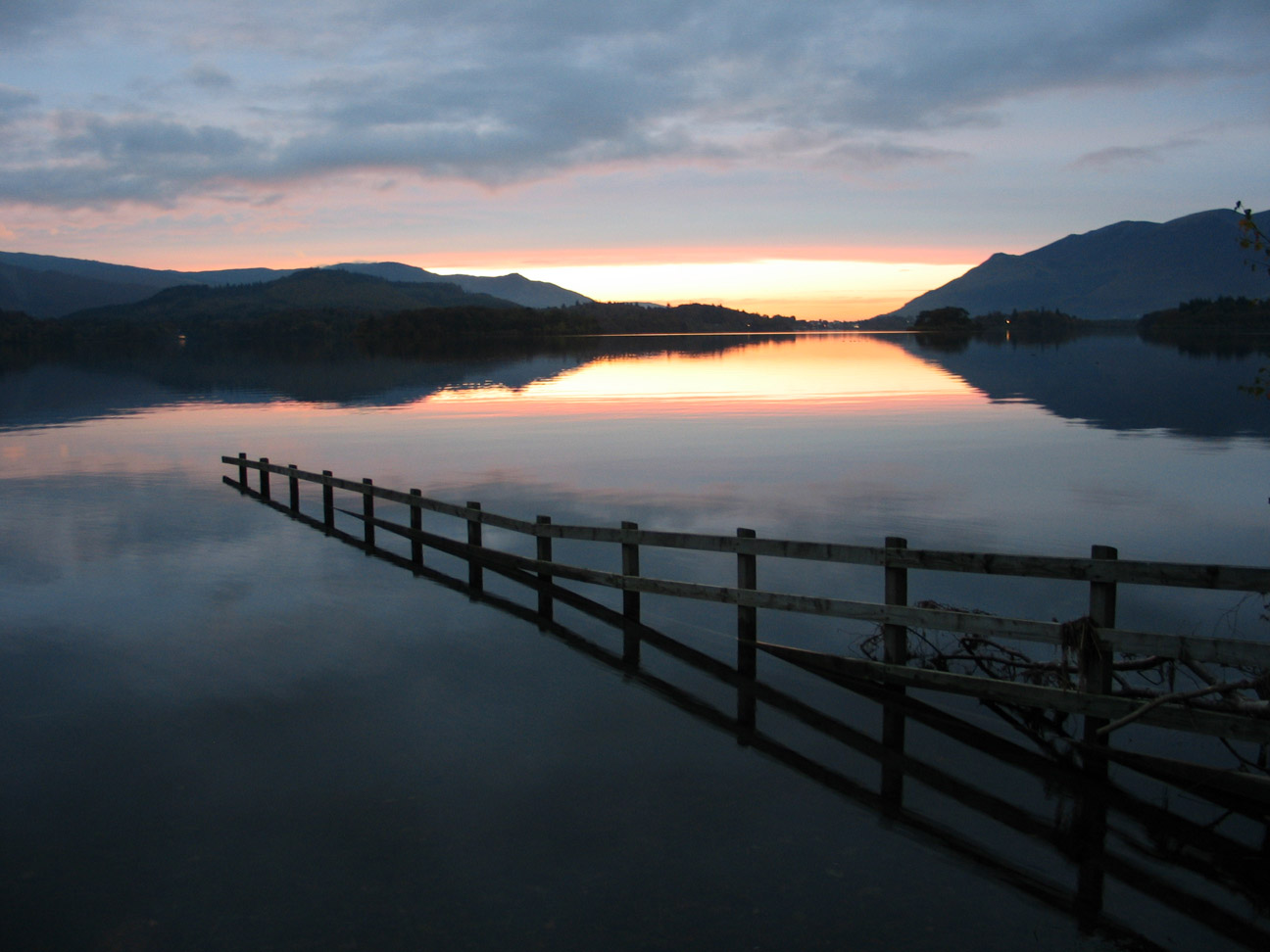
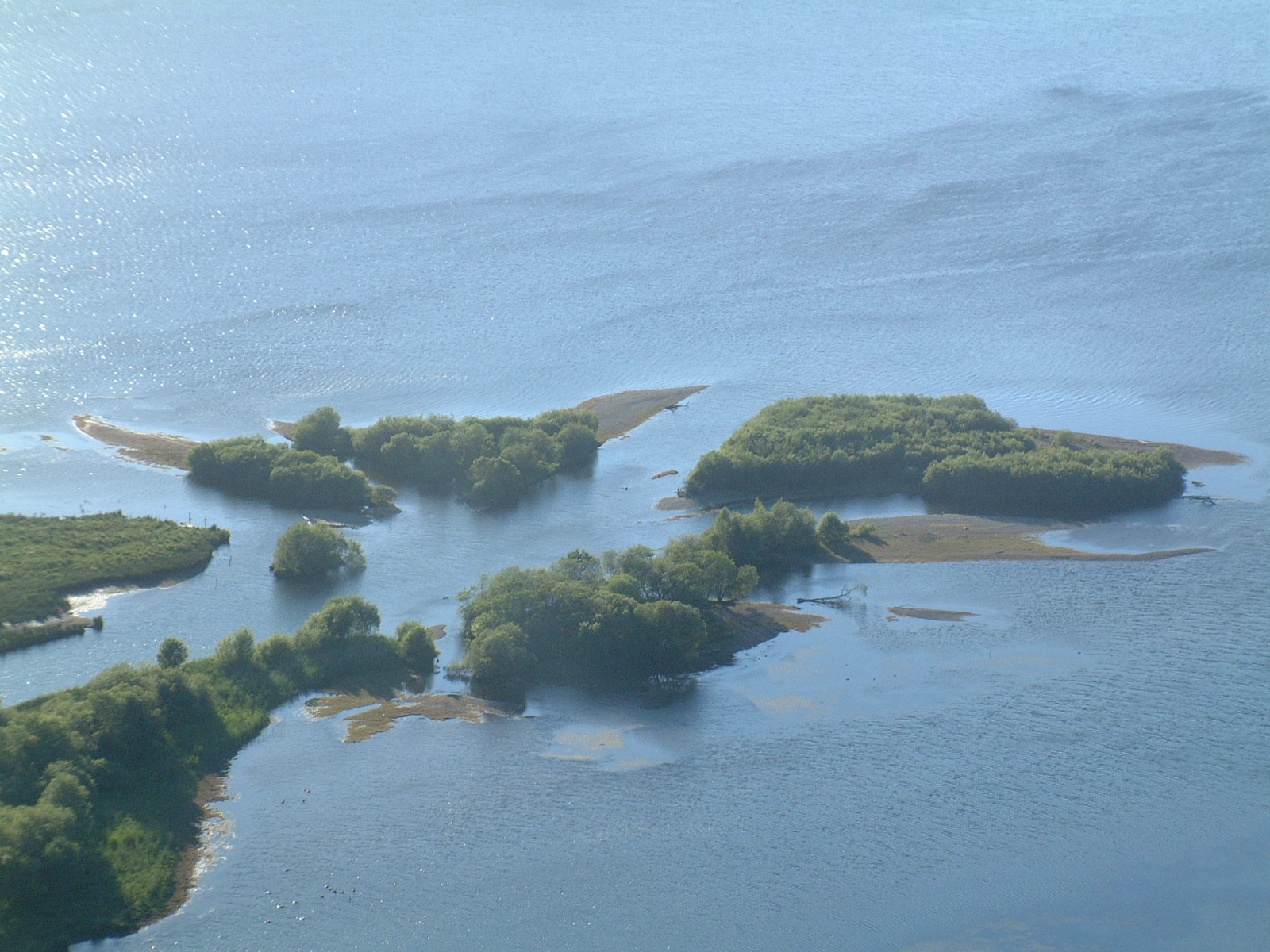

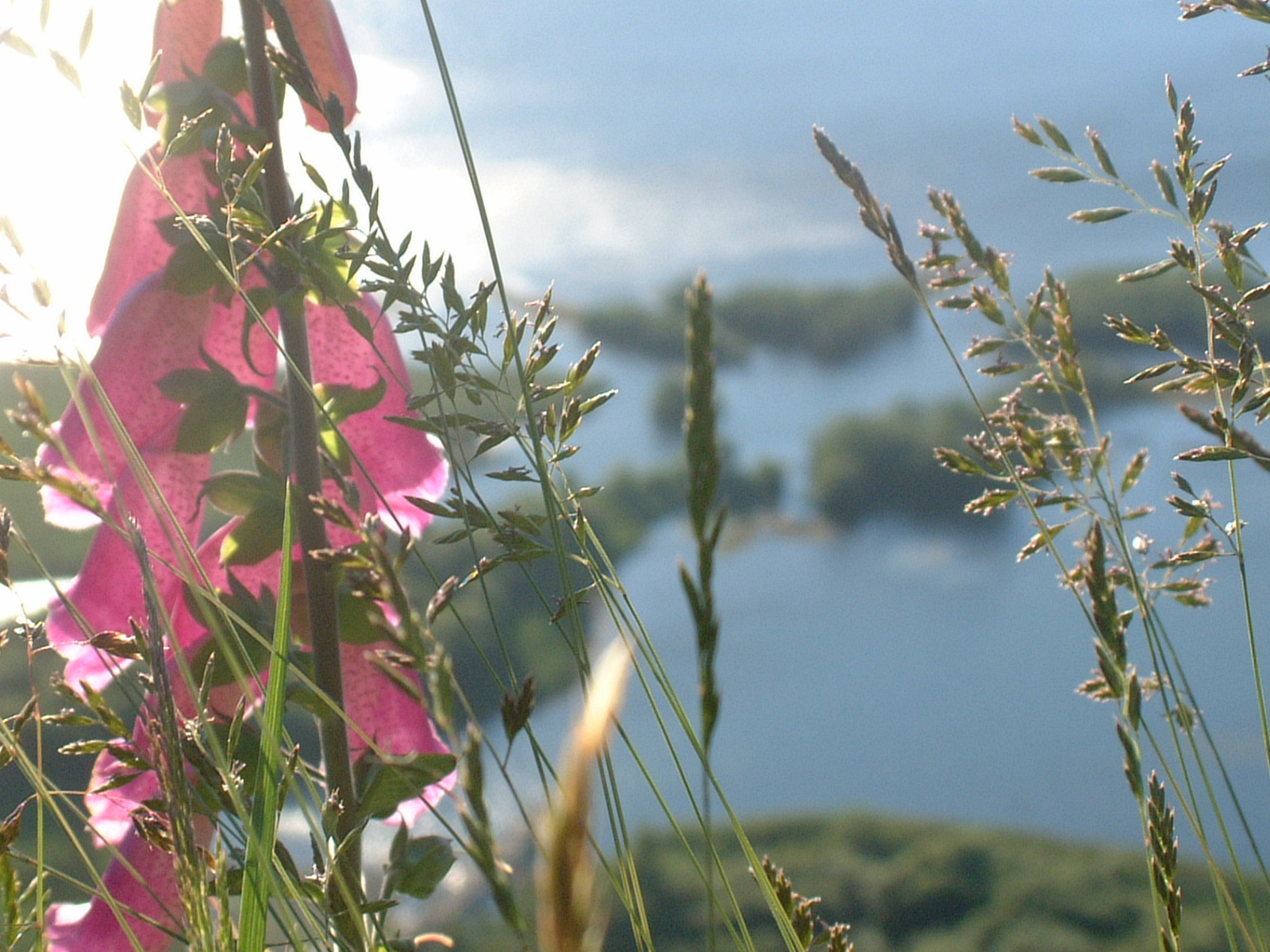
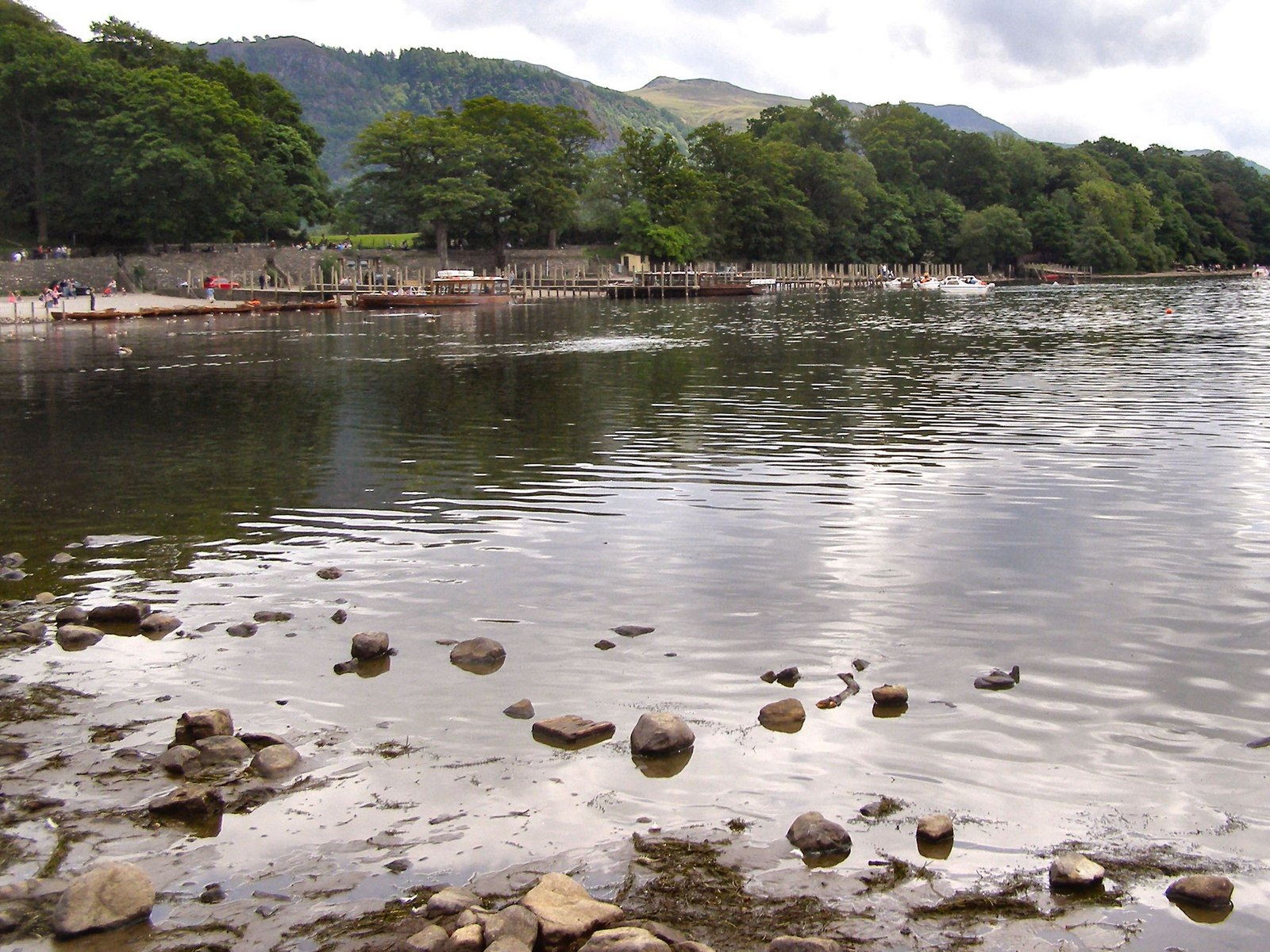
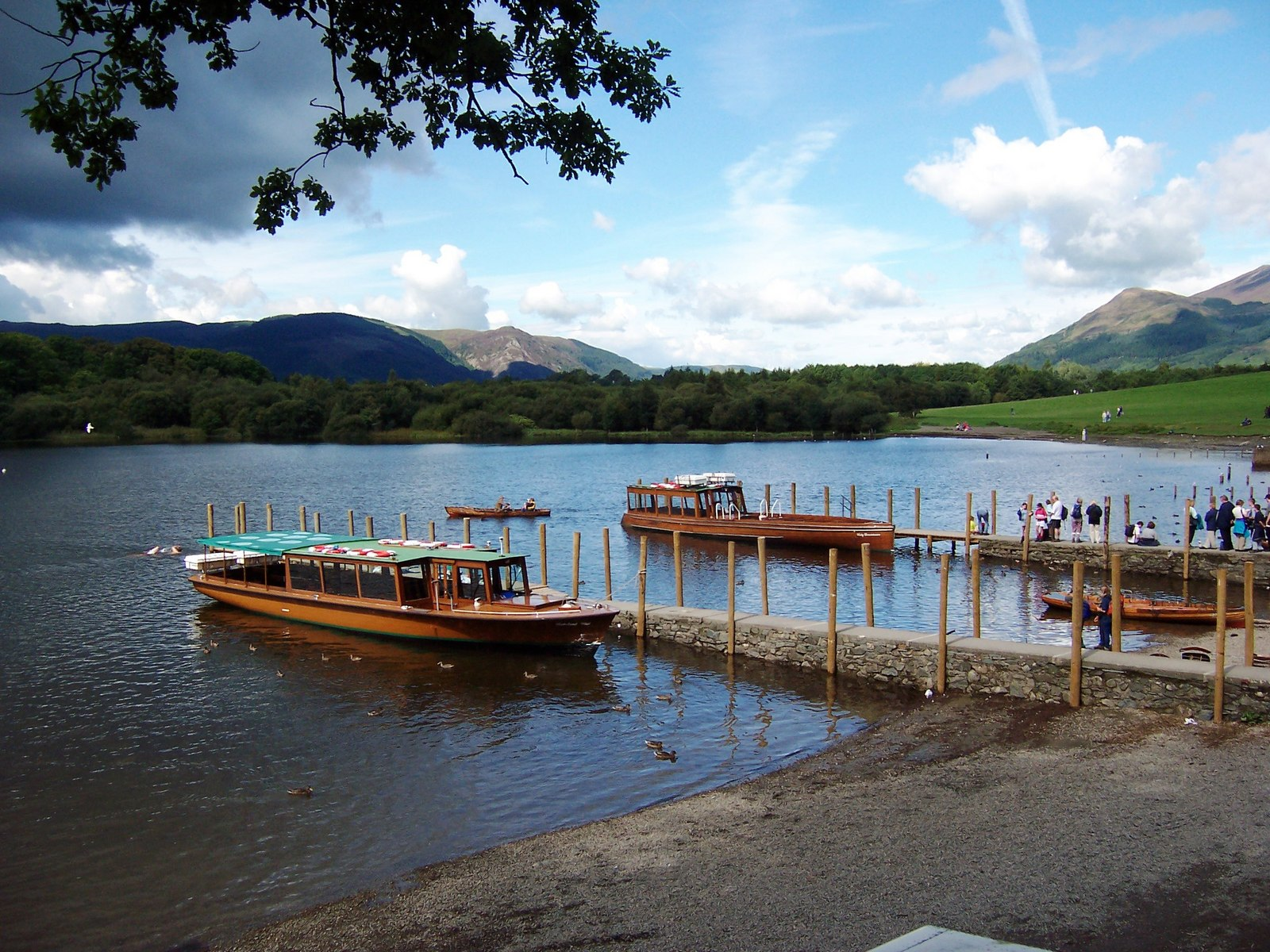

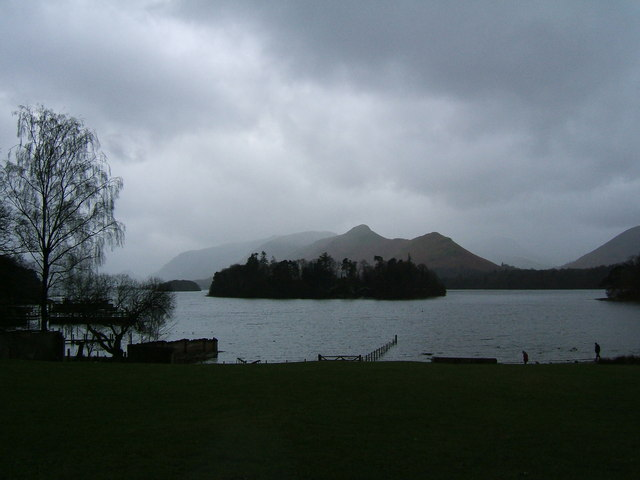
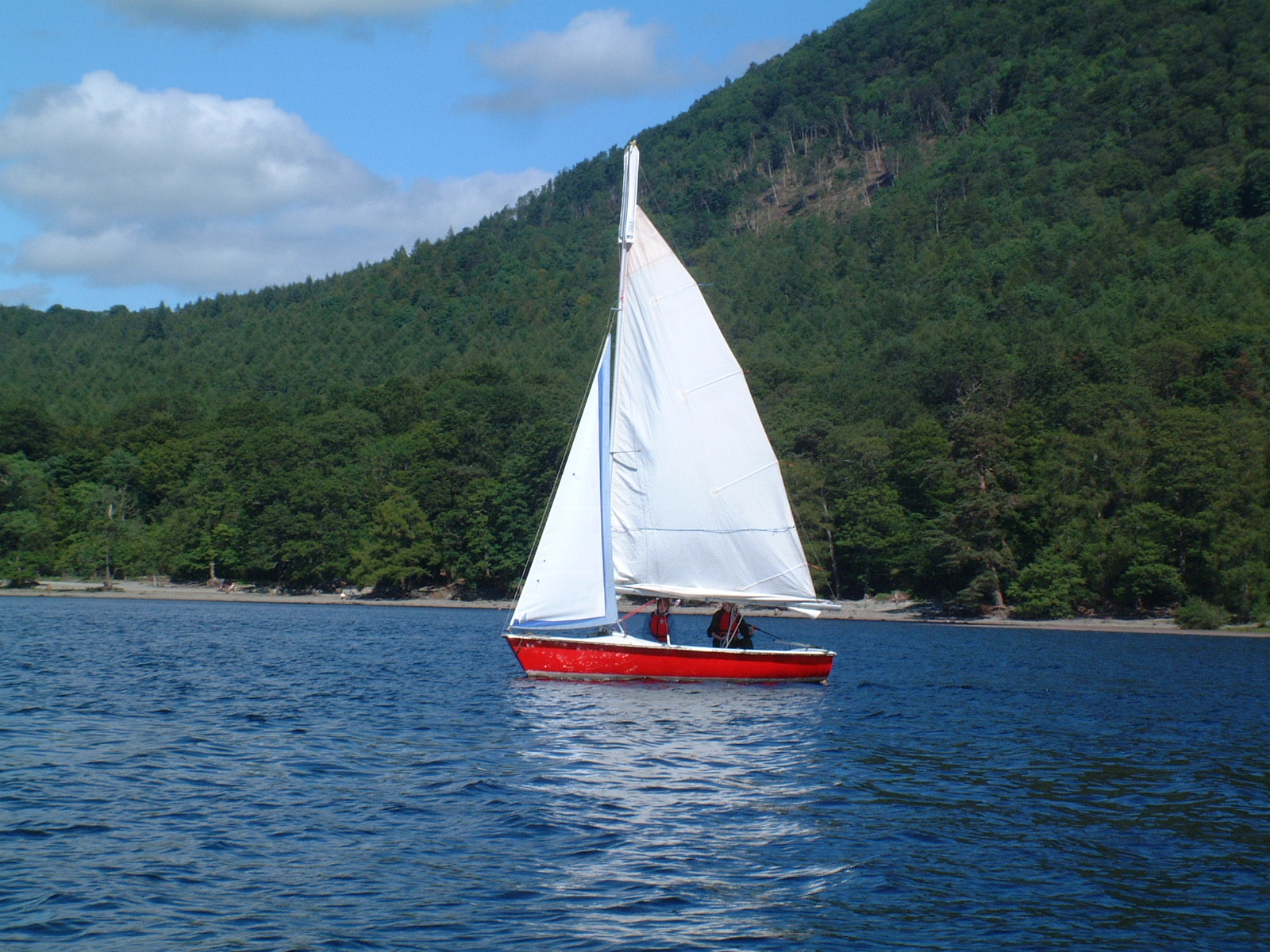
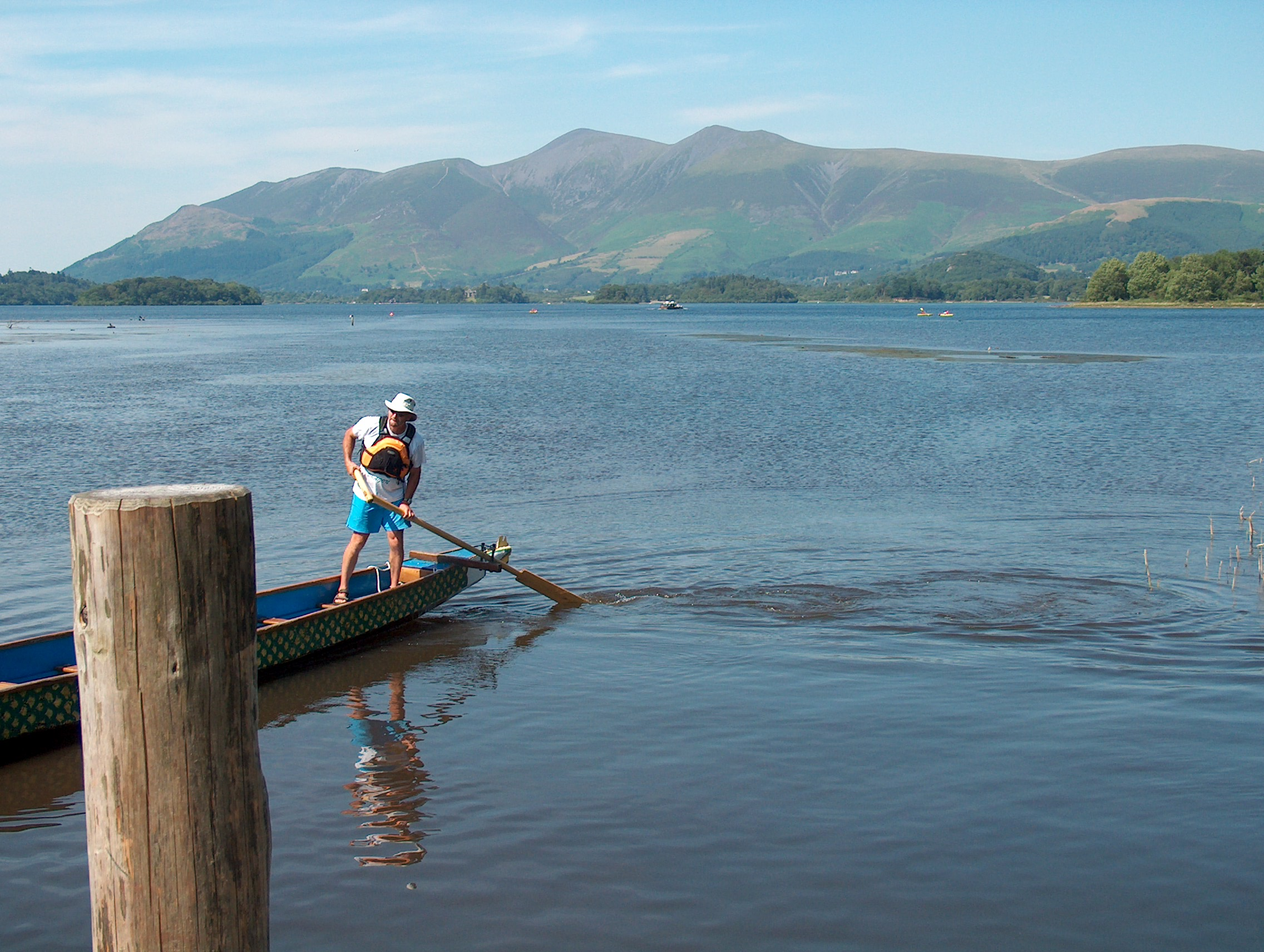